# Osselle-Routelle
Osselle-Routelle – gmina we Francji, w regionie Burgundia-Franche-Comté, w departamencie Doubs. Została utworzona 1 stycznia 2016 roku z połączenia dwóch wcześniejszych gmin: Osselle oraz Routelle. Siedzibą gminy została miejscowość Osselle. W 2013 roku populacja wyżej wymienionych gmin wynosiła 925 mieszkańców.